# 자바헤티

조지아의 역사적인 지역으로의 자바헤티

자바헤티(조지아어: ჯავახეთი, Javakheti, 아르메니아어: Ջավախք, 자바흐크) 조지아의 삼츠헤-자바헤티 주의 동남부의 역사적인 지역이다. 오늘날 그 지역에는 역사적으로 므트크바리강(쿠라강)의 양측면이 있는 서쪽과, 샤와셰티, 삼사리, 니알리스쿠리 산이 있는 북쪽, 동쪽, 서쪽에 그 경계가 있는 아스핀자, 아할칼라키, 니노츠민다의 지방 자치 영토들이 있다. 그 지역의 주요 산업은 농업(주로 감자)과 축산업이다.

## 역사와 인구
자료들에서 자바헤티(자바카)는 기원전 785년에 우라르투의 왕 아르기시티스 1세가 그 시대의 칠디르 호수(터키)일대를 점령했다고 알려져 있다. 고대 시대부터 자바헤티는 카르틀리 왕국의 중요한 영역 가운데 하나였고 동조지아와 서조지아의 사이에 있어서 양쪽의 문화와 역사적 요소를 공유했다.(자바헤티는 조지아를 통틀어의 남서부 문자 형태로 봤을 때, 자니어이다.) 역사적으로 자바헤티는 저자바헤티(므트크바리강 왼편의 계곡 지대)로 고자바헤티(아할칼라키 고원 지대)로 나뉘어 있었다.
10세기부터 저자바케티는 트모그비가 되었고, 11세기부터 고자바헤티의 중심부는 아칼트시케가 되었다. 조지아 왕국(11~13세기)이 번영하던 시대에 자바헤티 또한 융성했다. 그 시대에 그 지역에는 (리그비, 그르틸라, 보즈하노, 바르지아와 같은) 다리들, 교회들, 수도원들, 왕실 저택들이 건축되었다. 12세기부터 그 영지는 토리엘리 봉건 가문 대표자의 통치를 받았다.
13세기부터, 그 지역의 행정상 경계는 팔라카치오(오늘날 터키에 있음)와 삼츠헤의 부분을 더해서 늘어났다. 15세기에 자바케티는 삼츠헤-사아바타고 봉건 영주의 지역이 되었다. 16세기에 남조지아의 다른 영토들은 오스만 제국이 점유했다. 조지아의 자바헤티 일부 인구는 내부 지역들인 이베레티와 카르틀리로 이동했다. 그 시대에는 무슬림만이 그 지역에 남았다.
9세기의 초반의 1/3 시대에 러시아가 남캄카스 전역을 점령했고, 그 상황은 이란과 터키에게는 위협이 되었다. 그 지역에는 튀르키예에서 온 아르메니아인 피난자들과 러시아 제국의 두호보르 분파의 일원들이 재정착했다. 왜냐하면, 1828년에 러시아 군대와 투르크군의 전투가 다행스럽게도 사람들이 삼츠헤-자바ㅎ티로 이주 시키도록 결정하게 만들었기 때문이었다. 트리알레티와 자바헤티는 기독교인 아르메니아인들과 그리스인들로 채워졌다.
1829년 12월 3일, 이반 파스케비치 장군이 피오트르 자벨레이스키(П. Д. Завелейский)의 지역장직 재배치를 위한 특별 의원회를 만들었다. 위원회는 재배치 작업을 수행했다. 위원회는 예비 산출에 따라 카르스, 에르주룸과 도구베야지트 8천 가구를 이주시킬 계획 이었지만, 금세 만4천 가구로 늘렸다.
차르독재 러시아의 정치적 목표는 조지아에서 민족적 특색을 취하는 것이었다. 하지만, 메스케티인들이 이메레티에서 그들의 고향인 자바헤티나 남부 조지아의 다른 지역들로 이주할 자유가 없었기 때문에 왕을 사랑하는 조지아 사람들은 러시아의 통치를 매우 불행하다고 느꼈다.
아할치헤에서는 한때 전투가 벌어졌고, 그 이후인 16~17세기에 메스케티 가문의 아들들인 치치슈빌리, 아발리슈빌리, 무스켈리슈빌리과 다른 사람들은 이반 바스케비치를 만나 조지아 왕의 보존된 시크헬레스에 따르는 합법적인 영토 반환을 요구했다. 파스케비치는 유감스럽게도 그 요구를 거절했다.
현재 그 지역에는 민족적으로 아르메니아인들이 대다수이다.

## 이름
용어학에서 볼때 "자바헤티"는 자바흐- 가 중심어로 조지아어 전통의 접미사 -에티 가 붙어 있는데, 예를 들어, "오세티야"가 조지아어 "오시" + "에티"에서 유래한 것처럼, 일반적으로 "자바헤티" 는 자바흐들의 고향이라는 뜻이다.
자바헤티라는 이름에 관한 첫 번째 정보는 기원전 785년 우라르투의 왕 아르기슈티스 1세왕의 메모에서 발견되었다. 거기서 자바헤티는 자아바카라고 나온다. 그 이름은 타오크 지역에서 유래했다는 견해가 있다. 타오크와 자바헤티의 중간 이름이 차오크가 되어 자바크가 되었다는 견해로 볼때, 타오크들은 디아오키(타오)의 주요 인구였으며 오늘날 터키 북동부와 조지아 남부, 그리고 자바헤티의 영토에도 거주했다고 할 수 있다.
오늘날 그 지방의 아르메니아인들은 자바헤티를 조지아어 이름을 아르메니아어로 번역한 자바크크라고 부른다.
예기된 개발 사업으로는 (천년 도전 기금의 재정 지원으로) 그 지역과 조지아의 나머지 지역들을 더 효율적으로 연결하는 고속도로 걸설 사업이 있다. 또한, 터키의 카르스에서 아제르바이잔의 바쿠를 경유해서 그 지역을 연결하는 (카르스 바쿠 트빌리시 철도 노선이 계획되었지만, 아르메니아 거주자들은 그 사업이 아르메니아를 제외했고 고립되게 할 수도 있다고 하여 그 계획에 반대한다. 아르메니아, 조지아, 터키를 연결하는 또 다른 철도 노선으로는 카르스 기움니 아칼칼라키 철도 노선이 있다. 그 현행 노선은 가동되고 있으며, 얼마간 정상 운행 했지만, 터키의 아르메니아 봉쇄 정책으로 1993년부터는 그 구간 만큼의 노선 운행이 중지 되었다.

## 같이 보기
- 조지아의 아르메니아인

## 참고
1. ↑  “Statistics Georgia”. 2006년 8월 31일에 원본 문서에서 보존된 문서. 2006년 8월 31일에 확인함.
2. ↑  Georgian antique manuscripts (조지아어)